# Hjärnarp
Hjärnarp est une localité suédoise dans la commune d'Ängelholm en Scanie.
Sa population était de 1 197 habitants en 2019. 